# Немолі
Немолі (італ. Nemoli) — муніципалітет в Італії, у регіоні Базиліката, провінція Потенца.
Немолі розташоване на відстані близько 350 км на південний схід від Рима, 65 км на південь від Потенци.
Населення — 1498 осіб (2014).
Щорічний фестиваль відбувається 7 квітня. Покровитель — святий Петро.

## Демографія
Населення за роками:

Станом на 1 січня 2023 року в муніципалітеті офіційно проживало 35 іноземців з 5 країн, серед них 19 громадян країн Євросоюзу та 11 громадян України.

## Сусідні муніципалітети
- Лагонегро
- Лаурія
- Ривелло
- Треккіна